# Kovács István (játékvezető)
Kovács István (Nagykároly, 1984. szeptember 16. –)  romániai magyar nemzetközi labdarúgó-játékvezető. 2011 óta román-magyar kettős állampolgár.

## Pályafutása

### Nemzeti játékvezetés
A játékvezetésből 1999-ben vizsgázott, 2006-ban lett a Liga I játékvezetője.

#### Nemzeti kupamérkőzések
Vezetett kupadöntők száma: 1.

##### Szuperkupa
Nagyon fiatalon, 22 évesen kapott lehetőséget, hogy a Szuperkupát irányíthassa.
| Időpont          | Helyszín                  | Mérkőzés típusa | Mérkőzés                               | Eredmény | Nézők száma |
| ---------------- | ------------------------- | --------------- | -------------------------------------- | -------- | ----------- |
| 2007. július 25. | Nemzeti Stadion, Bukarest | döntő           | FC Dinamo București–FC Rapid București | 1 – 1    | 30 000      |

### Nemzetközi játékvezetés
A román labdarúgó-szövetség Játékvezető Bizottsága (JB) terjesztette fel nemzetközi játékvezetőnek, a Nemzetközi Labdarúgó-szövetség (FIFA) 2010-től tartotta nyilván bírói keretében. 2010-ben ő volt a legfiatalabb FIFA-játékvezető Európában. Több nemzetközi (válogatott és klub-)mérkőzést vezetett. A FIFA JB besorolása szerint második kategóriás bíró. A román nemzetközi játékvezetők rangsorában, a világbajnokság/Európa-bajnokság sorrendjében többedmagával a 24. helyet foglalja el 1 találkozó vezetésével.

#### Világbajnokság
A világbajnoki döntőhöz vezető úton a XX., brazíliai 2014-es labdarúgó-világbajnokságra a FIFA JB bíróként alkalmazta.
| Időpont             | Helyszín                   | Mérkőzés típusa                  | Mérkőzés                   | Eredmény | Nézők száma |
| ------------------- | -------------------------- | -------------------------------- | -------------------------- | -------- | ----------- |
| 2012. október 16.   | Skonto Stadion, Riga       | selejtező (G. csoport)           | Lettország–Liechtenstein   | 2–0      | 3500        |
| 2016. október 8.    | Windsor Park, Belfast      | Selejtező, első kör (C. csoport) | Észak-Írország–San Marino  | 4 – 0    | 18 234      |
| 2017. június 9.     | Skonto Stadion, Riga       | Selejtező, első kör (B. csoport) | Lettország–Portugál        | 0 – 3    | 8087        |
| 2017. szeptember 4. | Stožice Stadion, Ljubljana | Selejtező, első kör (F. csoport) | Szlovénia–Litvánia         | 4 – 0    | 6230        |
| 2021. március 28.   | Olimpiai Stadion, Kijev    | Selejtező (D. csoport)           | Ukrajna–Finnország         | 1 – 1    | 0           |
| 2021. szeptember 1. | Stožice Stadion, Ljubljana | Selejtező (H. csoport)           | Szlovénia–Szlovákia        | 1 – 1    | 4034        |
| 2021. október 11.   | Ullevaal Stadion, Oslo     | Selejtező (G. csoport)           | Norvégia–Montenegró        | 2 – 0    | 23 748      |
| 2021. november 15.  | Windsor Park, Belfast      | Selejtező (C. csoport)           | Észak-Írország–Olaszország | 0 – 0    | 15 969      |

#### Európa-bajnokság
Kovács 2024. június 26-án összesen húsz lapot ad ki, ebből 18 sárga volt. Ez volt a legtöbb figyelmeztetés az UEFA Európa-bajnokság történetében. Ráadásul húsz perc után kiállították Antonín Barák cseh középpályást, ami szintén tornarekord.
| Időpont           | Helyszín                        | Mérkőzés típusa                 | Mérkőzés                   | Eredmény | Nézők száma |
| ----------------- | ------------------------------- | ------------------------------- | -------------------------- | -------- | ----------- |
| 2019. március 25. | Stade de France, Saint-Denis    | Selejtező (H. csoport)          | Franciaország–Izland       | 4–0      | 64 538      |
| 2019. október 12. | Rheinpark Stadion, Vaduz        | Selejtező (J. csoport)          | Liechtenstein–Örményország | 1–1      | 2285        |
| 2021. október 12. | Johan Cruijff Arena, Amszterdam | C. csoport                      | Észak-Macedónia–Hollandia  | 0 – 3    | 15 227      |
| 2023. június 19.  | Old Trafford, Manchester        | C. csoport                      | Anglia–Észak-Macedónia     | 7 – 0    | 70 708      |
| 2023. október 17. | Windsor Park, Belfast           | Selejtező (H. csoport)          | Észak-Írország–Szlovénia   | 0–1      | 16 332      |
| 2024. március 21. | Cardiff City Stadion, Cardiff   | Pótselejtezők elődöntők (A. ág) | Wales–Finnország           | 4–1      | 32 162      |
| 2024. június 20.  | Allianz Arena, München          | C. csoport                      | Szlovénia–Szerbia          | 1–1      | 63 028      |
| 2024. június 26.  | Volksparkstadion, Hamburg       | F. csoport                      | Horvátország–Törökország   | 1–2      | 47 683      |

#### UEFA Nemzetek Ligája
| Időpont              | Helyszín                               | Mérkőzés típusa     | Mérkőzés               | Eredmény     | Nézők száma |
| -------------------- | -------------------------------------- | ------------------- | ---------------------- | ------------ | ----------- |
| 2018. november 17.   | Konya Büyükşehir Stadion, Konya        | B. liga, 2. csoport | Törökország–Svédország | 0–1          | Sablon:Szam |
| 2020. szeptember 8.  | Parken Stadion, Koppenhága             | A liga, 2. csoport  | Dánia–Anglia           | 0 – 0        | 0           |
| 2020. november 15.   | Anton Malatinszky Stadion, Nagyszombat | B liga, 2. csoport  | Szlovákia–Skócia       | 1 – 0        | 0           |
| 2022. szeptember 25. | Parken Stadion, Koppenhága             | A liga, 1. csoport  | Dánia–Franciaország    | 2–0          | 36 064      |
| 2023. június 14.     | De Kuip, Rotterdam                     | Elődöntők, A liga   | Hollandia–Horvátország | 2–4 (túlóra) | 39 359      |
| 2024. október 12.    | Maksimir Stadion, Zágráb               | A liga, 1. csoport  | Horvátország–Skócia    | 2–1          | 21 702      |
| 2025. március 23.    | Stožice Stadion, Ljubljana             | B/C osztályozói     | Szlovénia–Szlovákia    | 1–0          | 14 076      |

#### Konferencia Liga
A 2022. május 25-én megrendezett döntőt, a Roma–Feyenord-mérkőzést vezette Tiranában.
| Időpont             | Helyszín                         | Mérkőzés típusa               | Mérkőzés                            | Eredmény     | Nézők száma |
| ------------------- | -------------------------------- | ----------------------------- | ----------------------------------- | ------------ | ----------- |
| 2022. május 25.     | Arena Kombëtare, Tirana          | Döntő                         | Roma–Feyenoord                      | 1 – 0        | 19 597      |
| 2022. augusztus 11. | Stadion Georgi Asparuhov, Szófia | 3. selejtezőkör, 2. mérkőzést | PFK Levszki Szofija–Ħamrun Spartans | 1 – 2 (h.u.) | 16 480      |

#### Európa Liga
A 2024. május 29-én megrendezett döntőt, a Atalanta–Bayer Leverkussen-mérkőzést vezette Dublinban.
| Időpont              | Helyszín                                  | Mérkőzés típusa                         | Mérkőzés                             | Eredmény | Nézők száma |
| -------------------- | ----------------------------------------- | --------------------------------------- | ------------------------------------ | -------- | ----------- |
| 2014. december 11.   | Goodison Park, Liverpool                  | H. csoport                              | Everton–Krasznodar                   | 0 – 1    |             |
| 2015. december 10.   | Qəbələ városi stadion, Qəbələ             | C. csoport                              | Qəbələ–Krasznodar                    | 1 – 2    | 3000        |
| 2016. szeptember 15. | Csornomorec Stadion, Odessza              | A. csoport                              | Zorja–Fenerbahçe                     | 1–1      | 16 000      |
| 2016. október 20.    | Csornomorec Stadion, Odessza              | D. csoport                              | AZ Alkmaar–Makkabi Tel-Aviv          | 1–2      | 12 016      |
| 2016. december 8.    | Constant Vanden Stock Stadion, Anderlecht | C. csoport                              | RSC Anderlecht–AS Saint-Étienne      | 2–3      | 13 583      |
| 2017. szeptember 14. | Stade de Suisse, Bern                     | B. csoport                              | Young Boys–FK Partizan               | 1–1      | 13 004      |
| 2017. október 19.    | Jämtkraft Arena, Östersund                | J. csoport                              | Östersunds FK–Athletic Bilbao        | 2–2      | 7870        |
| 2017. november 23.   | Netánja Stadion, Netánja                  | A. csoport                              | Makkabi Tel-Aviv–Slavia Praha        | 0–2      | 6874        |
| 2018. februári 15.   | Allianz Riverz, Nizza                     | Párosítások, 1. mérkőzés                | OGC Nice–Lokomotyiv Moszkva          | 2–3      | 16 918      |
| 2018. szeptember 20. | Estadio El Madrigal, Villarreal           | G. csoport                              | Villarreal CF–Rangers FC             | 2–2      | 15 982      |
| 2018. december 13.   | Liminus Arena, Genk                       | I. csoport                              | KRC Genk–Sarpsborg 08                | 4–0      | 12 240      |
| 2019. februári 21.   | Maksimir Stadion Zágráb                   | A legjobb 16 közé jutásért, 2. mérkőzés | GNK Dinamo Zagreb–FC Viktoria Plzeň  | 3–0      | 25 860      |
| 2020. februári 27.   | Estádio do Dragão, Porto                  | A legjobb 16 közé jutásért, 2. mérkőzés | FC Porto–Bayer 04 Leverkusen         | 1–3      | 30 292      |
| 2020. november 5.    | Celtic Park, Glasgow                      | H. csoport                              | Celtic FC–AC Sparta Praha            | 1–4      | 397         |
| 2021. februári 18.   | Estádio Municipal de Braga, Braga         | A legjobb 16 közé jutásért, 1. mérkőzés | SC Braga–AS Roma                     | 0–2      | 0           |
| 2021.április 15.     | Old Trafford, Manchester                  | Negyeddöntők, 1. mérkőzés               | Manchester United–Granada CF         | 2 – 0    | 0           |
| 2021. augusztus 26.  | Slavutych-Arena, Zaporizzsja              | Rájátszás, 2. mérkőzés                  | Zorja–Rapid Wien                     | 2–3      | 2563        |
| 2022. február 17.    | Camp Nou, Barcelona                       | Nyolcaddöntő, 1. mérkőzés               | Barcelona–Napoli                     | 1–1      | 73 525      |
| 2023. március 16.    | Estadio Anoeta, San Sebastián             | Nyolcaddöntő rájátszás, 2. mérkőzés     | Real Sociedad–AS Roma                | 0–0      | 35 054      |
| 2024. március 14.    | Estadio El Madrigal, Vila-real            | Nyolcaddöntő rájátszás, 2. mérkőzés     | Villarreal CF–Olympique de Marseille | 3–1      | 15 378      |
| 2024. május 29.      | Aviva Stadion, Dublin                     | Döntő                                   | Atalanta–Bayer Leverkusen            | 3–0      | 47 135      |
| 2024. augusztus 22.  | Aker Stadion, Molde                       | Selejtezők, rájátszás                   | Molde FK–IF Elfsborg                 | 0–1      | 4115        |
| 2025. április 10.    | Ibrox Stadion, Glasgow                    | Negyeddöntők                            | Rangers FC–Athletic Club             | 0–0      | 49 922      |

#### UEFA-bajnokok ligája
| Időpont              | Helyszín                               | Mérkőzés típusa                 | Mérkőzés                              | Eredmény | Nézők száma |
| -------------------- | -------------------------------------- | ------------------------------- | ------------------------------------- | -------- | ----------- |
| 2016. augusztus 3.   | Celtic Park, Glasgow                   | 3. selejtezőkór ág, 2. mérkőzés | Celtic–Asztana                        | 2–1      | 52 952      |
| 2021. augusztus 10.  | Olimpiai Stadion, Kijev                | 3. selejtezőkór ág, 2. mérkőzés | Sahtar Doneck–Genk                    | 2–1      | 20 594      |
| 2021. szeptember 28. | Olimpiai Stadion, Kijev                | D. csoport                      | Sahtar Doneck–Inter Milan             | 0–0      | 26 170      |
| 2021. október 19.    | Jan Breydel Stadion, Brugge            | A. csoport                      | Club Brugge–Manchester City           | 1–5      | 24 915      |
| 2021. november 2.    | Estadio Ramón Sánchez-Pizjuán, Sevilla | D. csoport                      | Sevilla FC–Lille OSC                  | 1–2      | 26 170      |
| 2022. április 5.     | Etihad Stadion, Manchester             | Negyeddöntők, 1. mérkőzés       | Manchester City–Atlético de Madrid    | 1–0      | 52 018      |
| 2022. április 26.    | Etihad Stadion, Manchester             | Elődöntők, 1. mérkőzés          | Manchester City–Real Madrid           | 4–3      | 52 217      |
| 2022. szeptember 6.  | Maksimir Stadion, Zágráb               | E. csoport                      | Dinamo Zagreb–Chelsea                 | 1–0      | 20 607      |
| 2022. október 4.     | Jan Breydel Stadion, Brugge            | B. csoport                      | Club Brugge–Atlético de Madrid        | 2–0      | 25 667      |
| 2022. október 12.    | BayArena, Leverkusen                   | B. csoport                      | Bayer Leverkusen–Porto                | 0–3      | 30 210      |
| 2023. február 21.    | Anfield, Liverpool                     | Nyolcaddöntők, 1. mérkőzést     | Liverpool–Real Madrid                 | 2–5      | 52 337      |
| 2023. augusztus 9.   | Olimpiai Stadion, Athén                | 3. selejtezőkór ág, 1. mérkőzés | Panathinaikósz–Olympique de Marseille | 1–0      | 11 270      |
| 2023. augusztus 30.  | Parken Stadion, Koppenhága             | Rájátszás, 2. mérkőzés          | FC København–Rąków Częstochowa        | 1–1      | 34 737      |
| 2023. október 4.     | St James’ Park, Newcastle upon Tyne    | F. csoport                      | Newcastle United–Paris Saint-Germain  | 4–1      | 52 009      |
| 2023. november 8.    | Emirates Stadium, London               | B. csoport                      | Arsenal–Sevilla FC                    | 2–0      | 60 024      |
| 2023. november 28.   | San Siro, Milánó                       | F. csoport                      | AC Milan–Borussia Dortmund            | 1–3      | 75 292      |
| 2023. december 13.   | Estádio do Dragão, Porto               | H. csoport                      | FC Porto–Sahtar Doneck                | 5–3      | 48 113      |
| 2024. február 20.    | San Siro, Milánó                       | Nyolcaddöntők                   | Interazionale–Olympique de Marseille  | 1–0      | 73 709      |
| 2024. april 16.      | Camp Nou, Barcelona                    | Negyeddöntők                    | Barcelona–Paris Saint-Germain         | 1–4      | 50 309      |
| 2024. augusztus 6.   | Stade de Hainaut, Valenciennes         | 3. selejtezők, 1. mérk.         | Lille–Fenerbahçe                      | 2–1      | 12 908      |
| 2024. november 6.    | Giuseppe Meazza Stadion, Milánó        | Alapszakasz                     | Inter–Arsenal                         | 1–0      | 75 222      |
| 2024. november 26.   | Allianz Arena, München                 | Alapszakasz                     | Bayern München–Paris Saint-German     | 1–0      | 75 066      |
| 2025. január 21.     | Rajko Mitić Stadion, Belgrád           | Alapszakasz                     | FK Crvena zvezda–PSV Eindhoven        | 2–3      | 36 648      |
| 2025. január 29.     | Juventus Stadion, Torino               | Alapszakasz                     | Juventus–Benfica                      | 0–2      | 41 402      |
| 2025. február 19.    | Santiago Bernabéu stadion, Madrid      | Összegzés, 1. csapat            | Real Madrid–Manchester City           | 3–1      | 77 023      |
| 2025. március 11.    | Parc des Princes, Párizs               | Nyolcaddöntők, 2. csapat        | Paris Saint-Germain–Liverpool         | 0–1      | 59 765      |
| 2025. május 31.      | Allianz Arena, München                 | Döntő                           | Paris Saint-Germain–Inter Milan       | 5–0      | 64 327      |

#### FIFA-klubvilágbajnokság
| Időpont          | Helyszín                   | Mérkőzés típusa       | Mérkőzés                            | Eredmény | Nézők száma |
| ---------------- | -------------------------- | --------------------- | ----------------------------------- | -------- | ----------- |
| 2023. február 7. | Ábn Batúta Stadion, Tanger | Elődöntők             | Flamengo–el-Hilál                   | 2–3      | 42 496      |
| 2025. június 15. | Rose Bowl, Pasadena        | Csoportkör, B csoport | Paris Saint-Germain–Atlético Madrid | 4–0      | 80 619      |